# 陳冠廷 (電競選手)
陳冠廷（遊戲代號：Morning，明日早晨，1995年10月23日—），台灣一名電子競技選手，主要參與《英雄聯盟》賽事，在該遊戲台港澳伺服器天梯榜上，屬前50名列為「頂尖召喚師」的菁英階級玩家。目前隸屬於閃電狼職業戰隊。曾加入美洲豹(已解散)、華義Spider。

## 大事記
- 2013年2月21日，台灣電子競技聯盟宣布英雄聯盟成為比賽項目之一，同時宣布英雄聯盟選秀賽第一輪隊伍名單，Morning在美洲豹擔任AP Carry。[1]
- 2013年4月15日，Morning被華義Spider選中，加入後向隊伍表示想嘗試Top的位子，因此第一周比賽擔任華義Spider之上路選手(而中路則由kuku負責)[2]
- 2013年9月10日，台北暗殺星正式宣佈新成員Morning加入，擔任AP Carry。[3]
- 2014年11月14日，Morning轉任Top
- 2017年11月12日：Morning離開J Team[4]
- 2017年12月2日：Morning加入閃電狼[5]
- 2018年8月：加入2018年亞洲運動會中華台北代表團，參加2018年亞洲運動會電子競技比賽「英雄聯盟」項目。[6]

## 個人榮譽
- 2016年 LMS職業聯賽夏季賽最佳五人
- 2016年 LMS職業聯賽MVP（第三名）
- 2018年 亞洲運動會電子競技 銅牌[7]

## 外部連結
- Morning的Facebook專頁
- Morning （页面存档备份，存于）在Leaguepedia的頁面（英文）